# Ángel Siseñor
Ángel Siseñor és una sèrie i un personatge de ficció de còmic d'humor, creat per Manuel Vázquez el 1953 pel setmanari d'Editorial Bruguera, El D.D.T. contra las penas, que després va quedar en D.D.T.

## Trajectòria editorial
Ángel Siseñor pertany al grup de còmics de mida quartilla que Bruguera aparellava en les seves revistes quan l'estructura del gag principal era massa breu per ser desenvolupada en una pàgina sencera. Vázquez era autor d'una de les primeres sèries d'aquest tipus per a la revista, Azufrito, publicada el 1951 aparellada amb Mi tío Magdaleno de Carlos Conti, però aquest primer personatge va desaparèixer al cap de poc. La seva sèrie substituta, Violeto de Pedro García Lorente tampoc va tenir una gran acollida i de nou Vázquez va ser seleccionat per ocupar l'espai, donant a llum a Ángel Siseñor al desembre de 1953.
Inesperadament, aquesta sèrie, en principi molt limitada per la mateixa condició del personatge, es va convertir en la més duradora d'aquesta revista amb aquesta estructura, perllongant la seva aparició durant més de deu anys. A més, va ser objecte de noves publicacions a altres revistes de la mateixa editorial durant gairebé 20 anys més.

## Argument
Ángel és un individu senzill mitjà d'uns 20-30 anys, sol vestir de negre amb camisa blanca i un corbatí també negre. De caràcter submís i complaent, sempre contesta educadament "Sí, señor" a totes les peticions que rep, per inversemblants que semblin. Ángel és incapaç de negar-se a res (ni tampoc de pronunciar cap altra paraula) de manera que tots al seu voltant s'aprofiten d'ell.
A partir de 1958 el personatge va començar a donar símptomes de cansament i l'autor va idear una manera de continuar les seves històries cada vegada més exagerades, jugant amb les possibilitats gràfiques dels entrepans o portant a l'extrem més absurd les seves contestacions. El personatge va començar a canviar la seva actitud amb unes sortides cada vegada més sorprenents, que subratllava amb la seva habitual contestació "Sí, señor". Aquesta nova etapa va tenir encara millor acollida i va mantenir al personatge amb vida sis anys més.

## Llegat i influència
"Ángel Siseñor" va tenir tal èxit que va passar a designar, en el llenguatge col·loquial, a la persona que deia sí a tot. Conscient d'això, Bruguera va obligar a altres autors de l'editorial al fet que intentessin realitzar sèries de temàtica semblant, però cap d'elles va tenir el mateix èxit. La més destacada, dins de la mateixa època, va ser Don ¡Ya lo sabía! de José Cubero, per al setmanari Tío Vivo.
Vázquez, per la seva banda, va continuar explorant l'absurd en altres sèries posteriors, com Los casos del Inspector O'Jal (1968).